# Ла Туш, Гастон
Гастон Ла Туш (фр. Gaston La Touche; 29 октября 1854, Сен-Клу — 12 июля 1913, Париж) — французский живописец, иллюстратор и пастелист, представитель постимпрессионизма.

## Биография
Родился 29 октября 1854 года в семье родом из Нормандии, в десять лет начинает брать уроки рисования, которые были прерваны Франко-прусской войной. Впоследствии продолжит заниматься живописью самостоятельно
С 1877 по 1879 посещает встречи в парижском кафе «Новые Афины», где знакомится с Эдгаром Дега и Эдуардом Мане. В 1880 году пишет серию бытовых сценок в духе XVII века, но они имеют малый успех. Через год его картину впервые принимают в Салон. Он пишет в академическом стиле до 1890 года, когда под влиянием Феликса Бракмона переходит в лагерь постимпрессионистов. Его новая манера испытала влияние художников рококо, таких как Антуан Ватто и Франсуа Буше, также Ла Туш был вдохновлён Пюви де Шаванном. Это изменение сразу повлекло за собой большой успех. В последующие годы ведёт активную творческую жизнь.
В 1913 году умер во время работы за мольбертом.

## Галерея

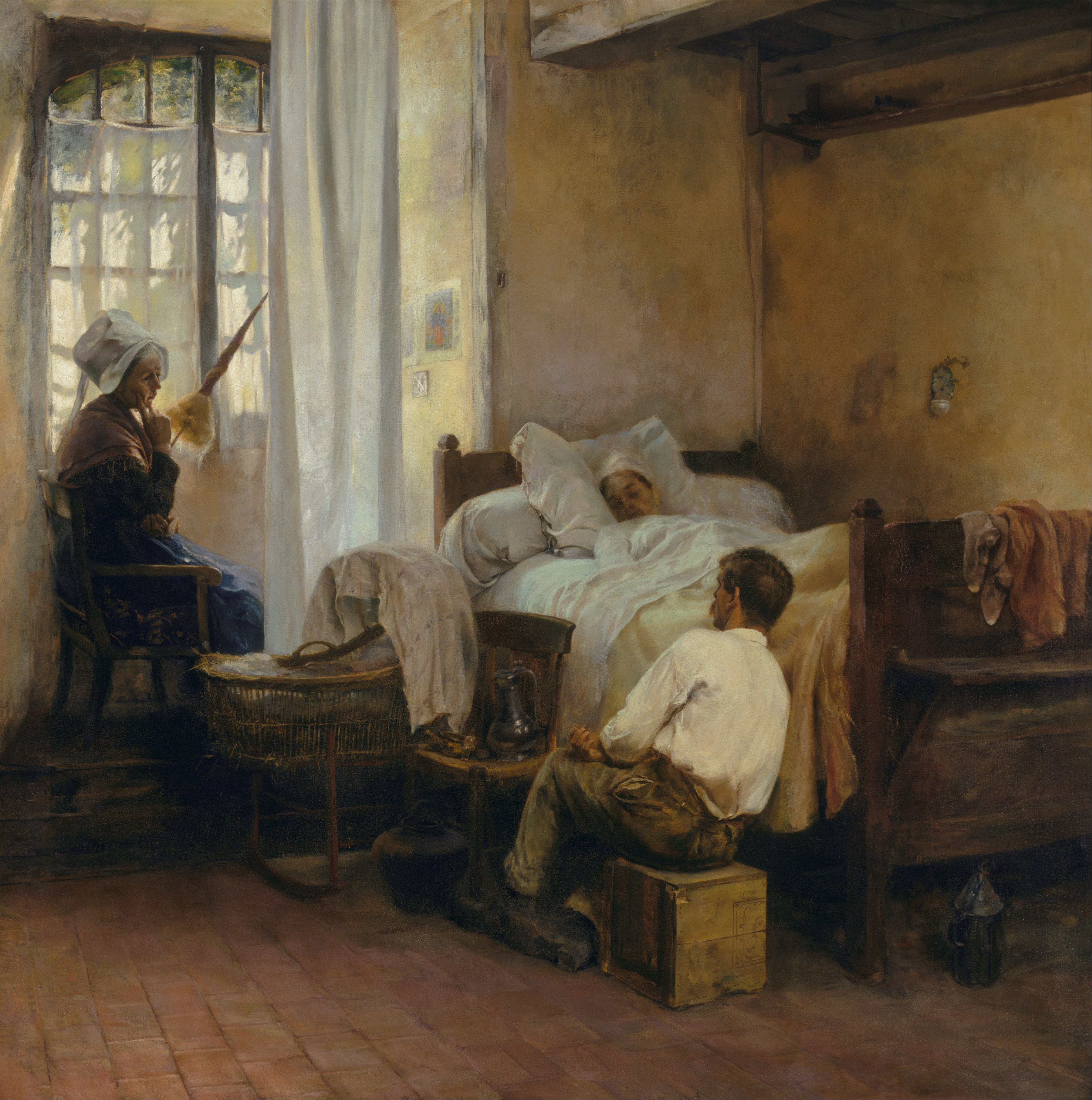
Первые роды, 1883.
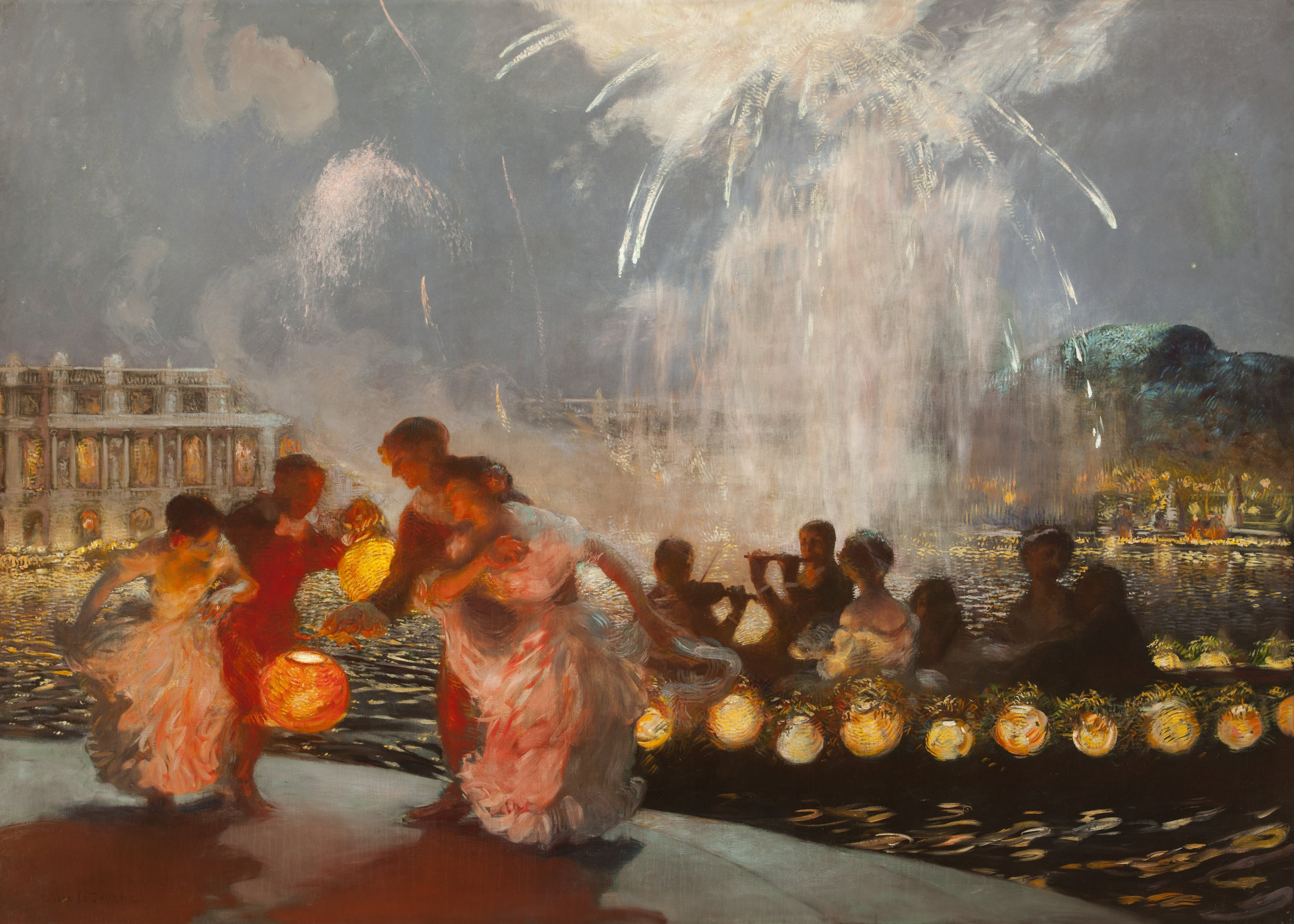
Весёлый праздник, около 1906.
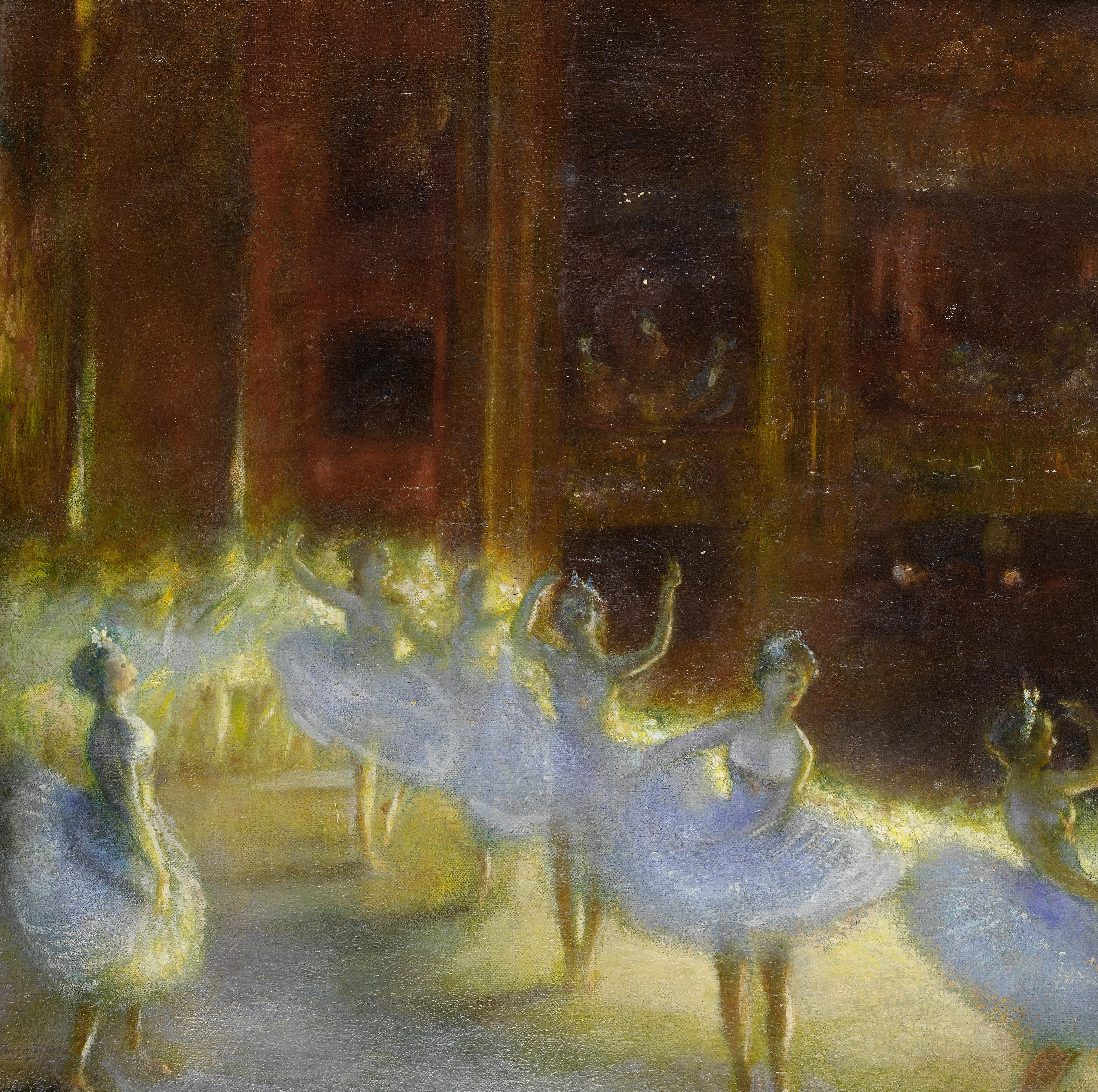
Балет.
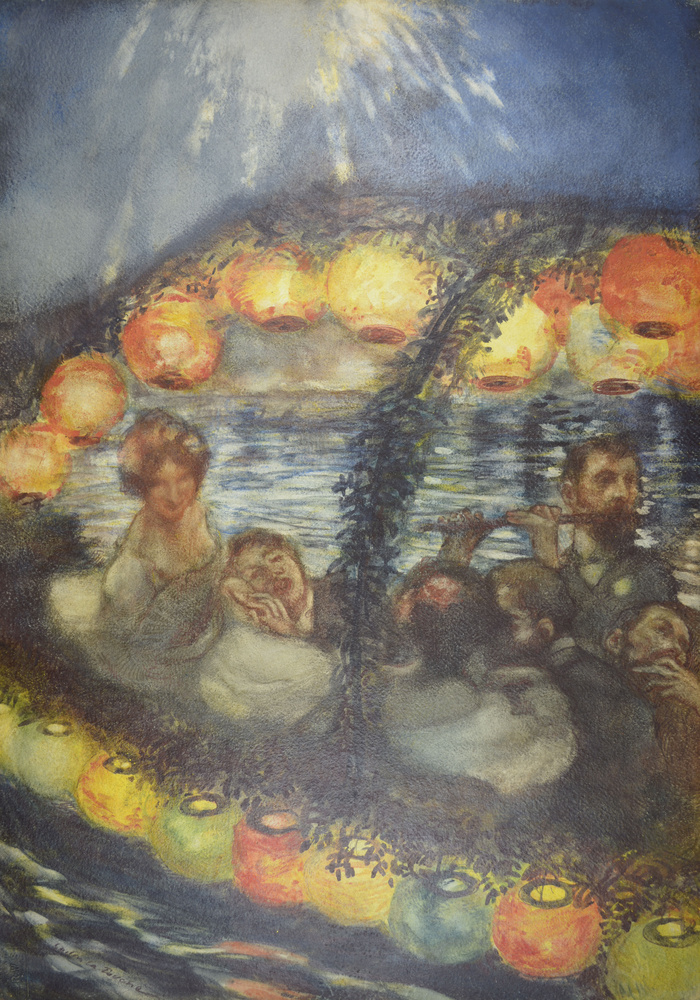
Праздник в Венеции.
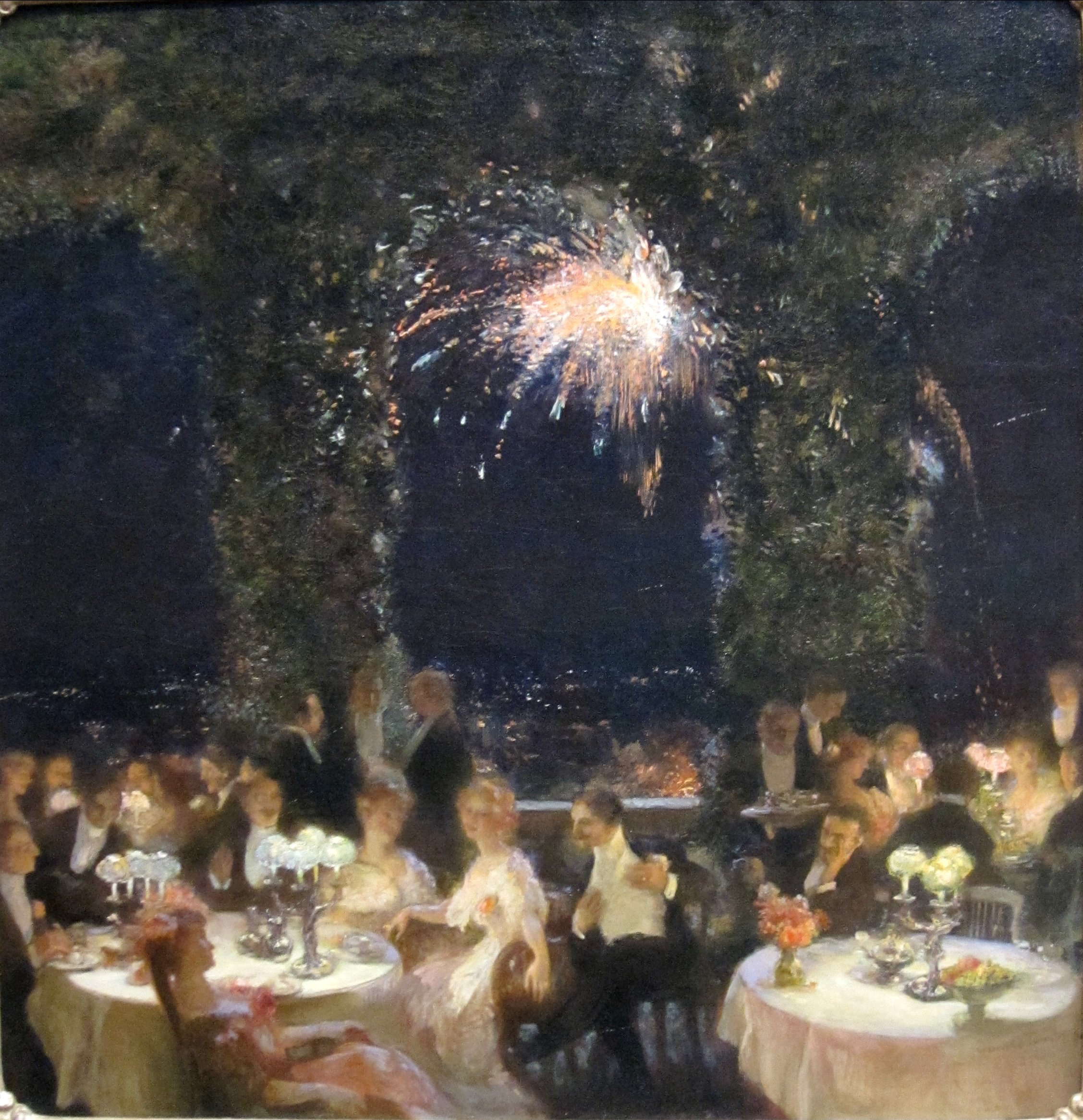
Ужин в казино. Около 1903.
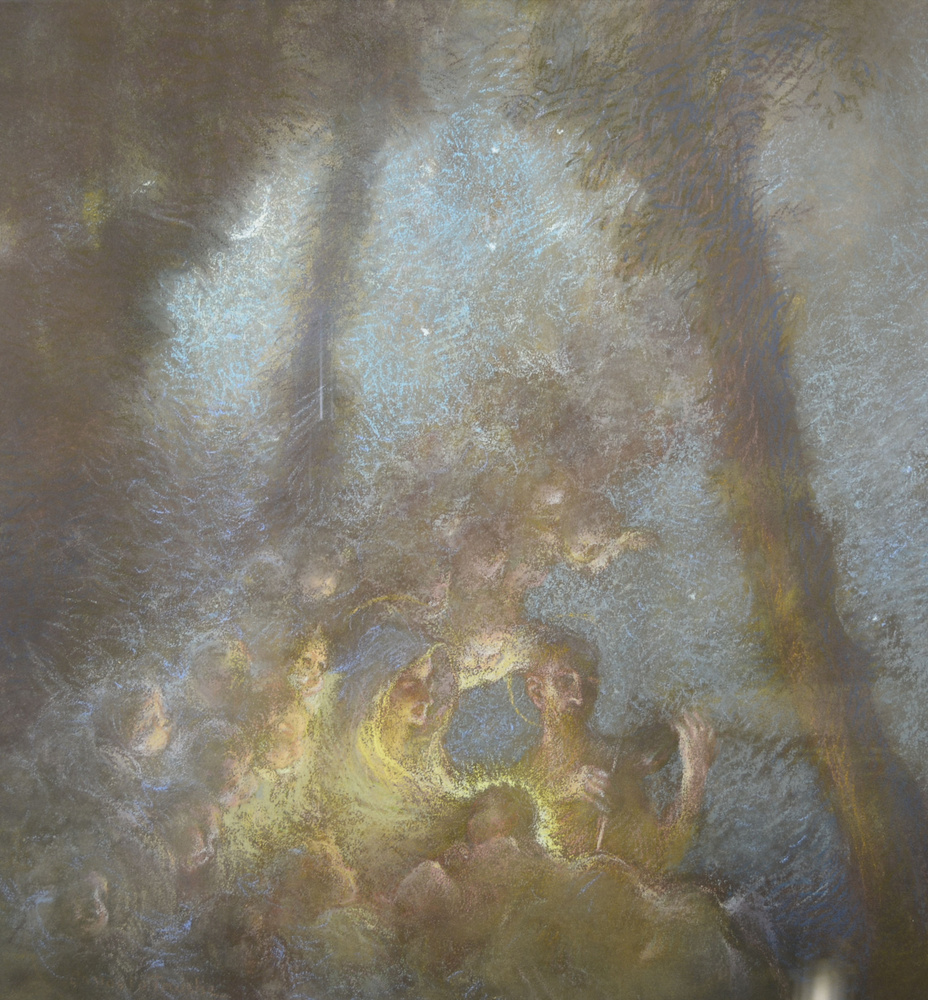
Сон младенца Иисуса.
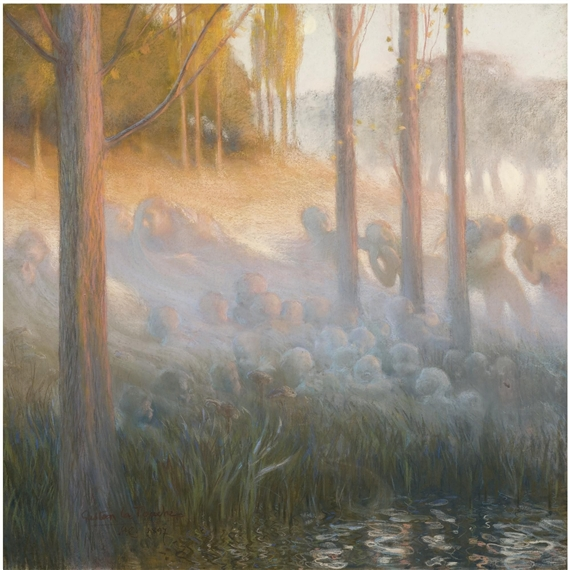
Ночные духи, 1897.
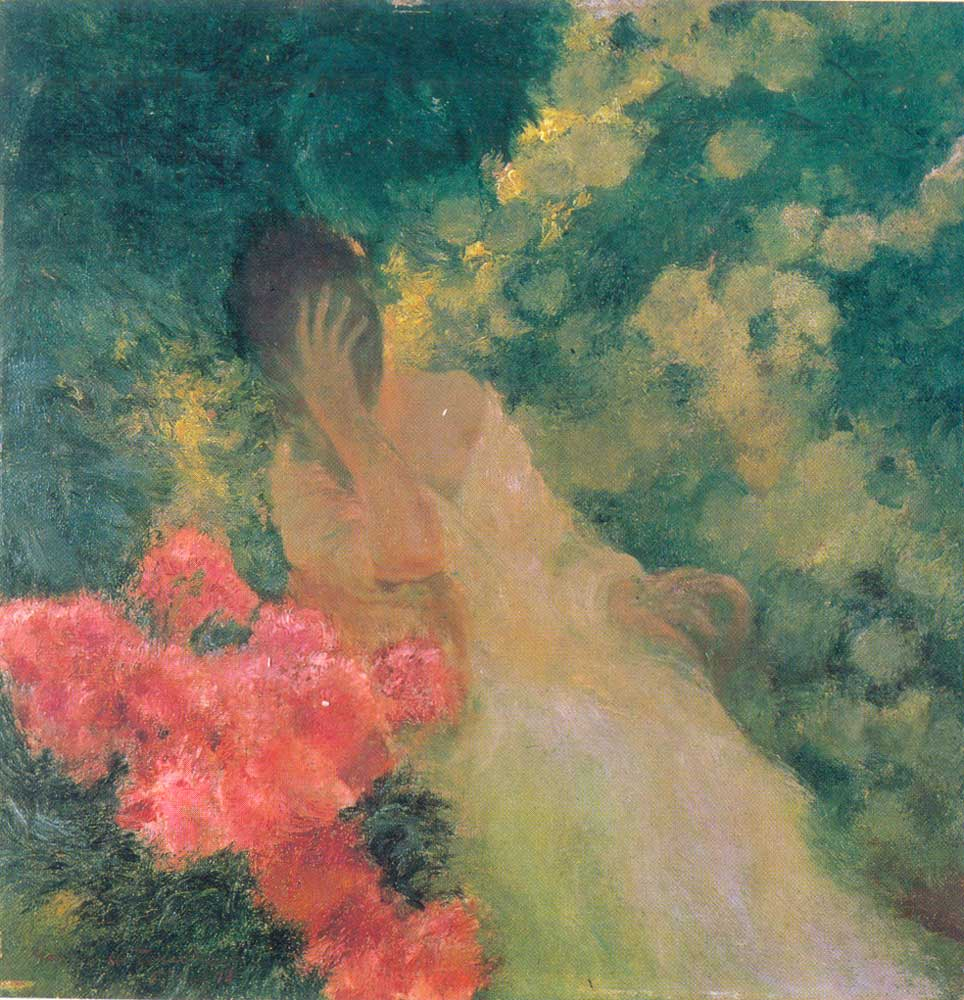
Дама в саду, 1898.
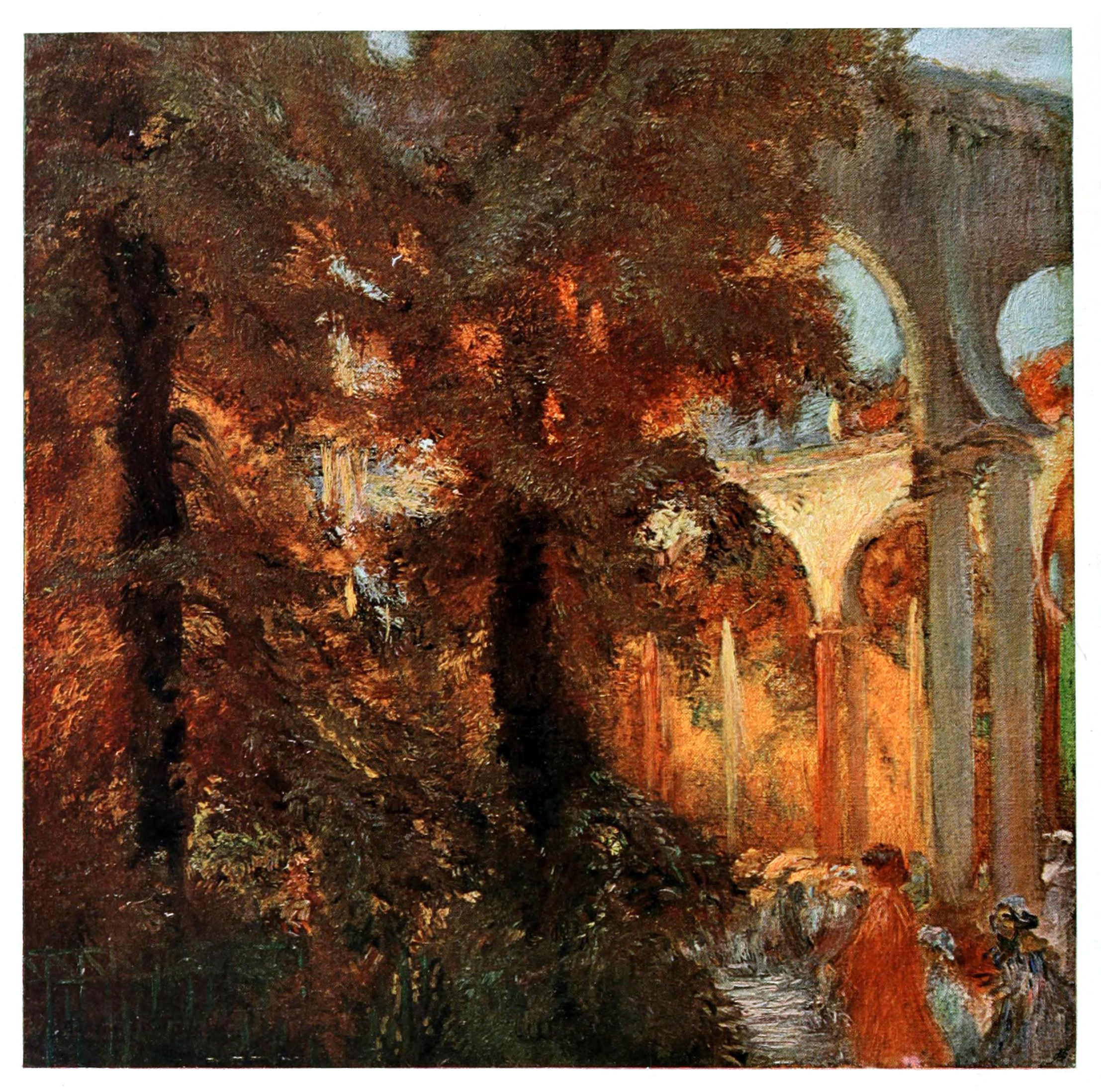
Колоннада в Версале.
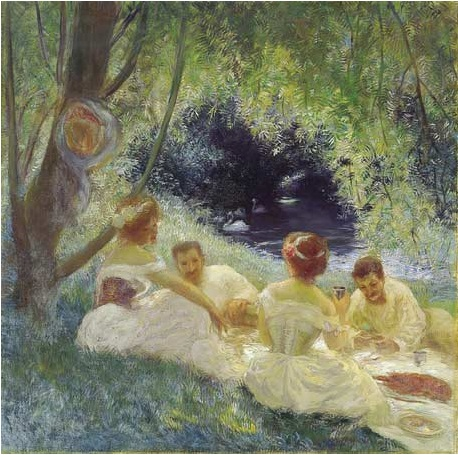
Пикник на траве.
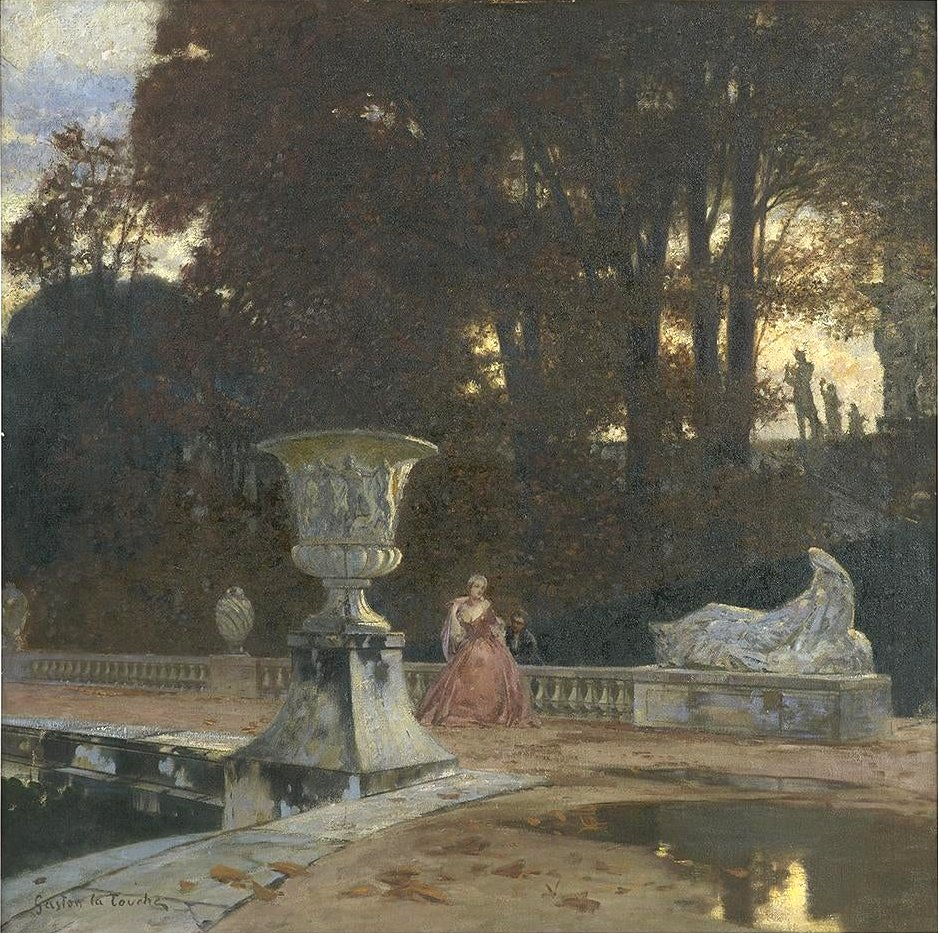
Смена времён года.